# Большой Ук
Большой Ук (Верхний Ук) — река в России, протекает по Омской области. Устье реки находится в 8 км по правому берегу реки Ук, которую образует, сливаясь с Малым Уком. Исток канализирован. Длина реки составляет 67 км, площадь водосборного бассейна — 1520 км².
На реке находятся поселения Верхние Уки, Поспелово и районный центр — село Большие Уки.

## Данные водного реестра
По данным государственного водного реестра России относится к Иртышскому бассейновому округу, водохозяйственный участок реки — Оша, речной подбассейн реки — бассейны притоков Иртыша до впадения Ишима. Речной бассейн реки — Иртыш.